# Ardestan
Ardestan – miasto w Iranie, w ostanie Isfahan. W 2016 roku liczyło 15 744 mieszkańców. Ośrodek administracyjny powiatu.